# روبین ای‌بی‌سی
روبین ای‌بی‌سی (به انگلیسی: ABC_Robin) یک هواگرد ملخ‌پیشین تک‌موتوره از نوع تک باله ساخت شرکت ABC Motors Limited است. هواگرد روبین ای‌بی‌سی نخستین پروازش را در ۱۹۲۹ میلادی انجام داد. در مجموع، تعداد ۱ فروند از این هواگرد ساخته شده‌است.
طراح این هواگرد، A.A. Fletcher بود.